# Änglamark (mærke)
Änglamark er et varemærke som bruges af COOP-butikkerne i Danmark, Norge og Sverige for økologiske eller miljøvenlige varer. Coop Sverige indførte mærket i 1991. I 2005 blev det besluttet at bruge fælles varemærker i Coop Norden, og Änglamark-mærket blev indført i Danmark og Norge fra 2006. Der var i 2018 ca. 650 Änglamark-produkter, og det er planlagt at øge antallet til op imod 1000 produkter i 2020.
Ifølge markedsundersøgelser lavet af konsulentfirmaet Differ er Änglamark det varemærke som svenske forbrugere har anset som Sveriges grønneste varemærke i årene 2011-2018.
Navnet Änglamark stammer fra Evert Taubes vise Änglamark fra 1971. Visen handler om et sted på jorden, som er skønt og uspoleret.